# Žabji kralj
Žabji kralj je Grimmova pravljica in ime naslovnega literarnega lika. Besedilo uvrščamo v književno zvrst epike ali proze. Inačica Žabjega kralja je bila prvič omenjena že v 13. stoletju. Brata Grimm sta jo izdala leta 1815 kot prvo v svoji prvi zbirki pravljic.

## Obnova
Pravljica Žabji kralj govori o kralju, ki je imel same lepe hčerke. Še posebej najmlajša je bila tako lepa, »da se je še sonce, ki je videlo že toliko sveta, začudilo, kadarkoli ji je pogledalo v obraz.«
Na začetku Žabjega kralja se najmlajša kraljična igra z zlato kroglo pri tolmunu. Krogla ji pade v vodo in deklica je obupana. Iz vode nato priplava žabec in ji ponudi pomoč, vendar bo v zameno morala postati njegova prijateljica in tovarišica pri igri, sedeti za mizo poleg nje, piti iz iste kupice, jesti z istega krožnika in spati skupaj z njo v postelji. Kraljična ji vse to obljubi, ker si na tihem misli, da nobena žaba ne more postati človekova prijateljica. Žabec ji nato prinese zlato kroglo, toda ko deklico prosi, naj ga vzame s seboj domov, ta steče proč in na obljubo kmalu pozabi.
Naslednjega dne, ko kralj in dvorjani sedijo za mizo, se pred vrati pojavi žabec in prosi, naj jo spusti noter. Kraljična pred njim zaloputne vrata. Kralj opazi njen strah in jo vpraša, česa se bo i. Pove mu, on pa vztraja, da mora obljubo držati. Zato kraljična žabcu odpre, še vedno pa se obotavlja in ga noče dvigniti na mizo. Kralj jo spet opomni, naj drži obljubo. Kraljična poskuša še enkrat požreti besedo, ko se ji hoče žabec pridružiti v postelji, toda takrat se kralj razjezi in ji reče, da nekoga, ki ji je pomagal, ko je bila v stiski, kasneje ne sme zaničevati. Tedaj je kraljična z dvema prstoma prijela žabca, ga odnesla s seboj in ga posadila v kot. Ko pa je ležala, je žabec pricapljal k njej in dejal, da je utrujen in bi rad zaspal kakor ona. Prosila ga je naj jo vzdigne k sebi ali pa jo gre zatožit očetu. Kraljična se je tedaj tako razjezila, da je vzdignila žabca ter ga z vso silo vrgla v steno. Takrat se je žabec spremenil v kraljeviča z lepimi in prijaznimi očmi. Po kraljevi želji je postal njen ljubljeni prijatelj in mož.
Pripovedoval ji je, kako ga je neka hudobna čarovnica začarala in da ga nihče razen nje ne bi mogel rešiti iz tolmuna. Zjutraj sta se s kočijo odpeljala v njegovo kraljestvo. Zadaj v kočiji pa je stal služabnik mladega kralja, zvesti Henrik. Ta si je od žalosti, ko se mu je njegov gospodar spremenil v žabca, ovil tri železne obroče okrog srca, da mu od žalosti in gorja ne bi počilo. Zdaj pa mu je srce od radosti kar prekipevalo, ker je bilo spet osvobojeno.

## Analiza glavnih likov

### Kraljična
Na začetku je kraljična ljubka majhna deklica, ki se brezskrbno igra z zlato kroglo. Ta potem sproži vse dogajanje. Ko ji pade krogla v globok, temen tolmun, začne kraljična jokati in samo grd žabec ji lahko pomaga in vrne kroglo iz teme. Žabec se najprej zaplete v pogovor s kraljično, potem ko ji vrne kroglo, pa se želi z njo igrati. Pride jo obiskat, sedi poleg nje, z njo je in se ji pridruži v njeni sobi ter končno v postelji. Bolj ko se žabec deklici telesno približuje, večji gnus in strah ta občuti, zlasti pred njenim dotikom. Lahko bi rekli, da gre za prebujanje spolnosti, ki pa ni brez gnusa ali tesnobe, celo jeze. V jezi kraljična zabriše žabca v steno. Ko kraljična tako opozori nase in preseže svojo tesnobo, se sovraštvo spremeni v ljubezen. 

### Žabji kralj
Tudi žabec mora dozoreti, preden je mogoča njegova zveza s kraljično. V začetku si želi živeti v simbiozi s kraljično in tako piti iz njenega kozarca, jesti z njenega krožnika, spati z njo v isti postelji. Želi si živeti brezskrbno, tako kot živi otrok z materjo. Vendar ga potem doleti boleča izkušnja, ko ga kraljična spodi iz svoje postelje ter ga vrže v steno. Sprijazniti se mora s tem, da postane samostojen in neodvisna, ker je tak naravni red sveta. Šele takrat se spremeni in postane kraljevič z lepimi in prijaznimi očmi.
Žaba ima v ljudski književnosti simbol spolnega razmerja. Žaba se pojavi iz svojega življenja v vodi kakor otrok ob rojstvu. Žaba je napovedala rojstvo Trnuljčice. V primerjavi z drugimi živalmi se je ne bojimo, ko pomislimo na njo, najprej občutimo gnus, tako kot v Žabjem kralju. Do nje čutimo upor, tako kot se spolnost upira otroku (kraljični v Žabjem kralju) dokler zanjo ni zrel.   

### Kraljičin oče
Kot v številnih pravljicah iz cikla o živalskem ženinu tudi v Žabjem kralju hčerko z njenim bodočim možem poveže oče. Njegova glavna vloga je ta, da vztraja pri tem, da njegova hči izpolni obljubo, ki ji jo je izrekla takrat, ko je bila v stiski. »Nikdar ne smeš zaničevati tistega, ki ti je pomagal, ko si bila v stiski.«  
Samo zaradi njegovega vztrajanja je bila sklenjena srečna zveza. V hčerki razvija odgovornost, saj je za srečno osebno in spolno zvezo z drugim človekom potrebna zrela odgovornost, sicer ne bi bila niti resna niti trajna.

## Interpretacija dela
V pravljici Žabji kralj je proces dozorevanja izredno pospešen. Na začetku je kraljična ljubka, majhna deklica, ki se brezskrbno igra z zlato kroglo. Ko ji ta pade v tolmun občuti žalost. To lahko razumemo kot dogodek, pri katerem se kraljična – ljubka deklica - poslavlja od brezskrbne, igrive mladosti in spreminja v zrelo osebo. Ob tem občuti grenkobo, kajti med dozorevanjem se mora posloviti od mirnega zavetja doma in postati samostojna in neodvisna. Pri tem kraljično ves čas vzpodbuja oče, mati pa v zgodbi ni prisotna. Morda zato, ker tudi sama težko prenese in občuti žalost, ko se zave, da je njen otrok že odrasel in da bo moral zapustiti dom.
Podobno se dogaja z žabcem. Tudi ta si želi živeti v simbiozi, kot živi otrok pri mami, zato se poskuša prilepiti na kraljično, saj si misli, da bo ta zanj lahko lepo skrbela. Vendar takrat nastopi trenutek resnice in kraljična ga vrže v steno. Takrat postane lep, mlad kraljevič. Svojo preteklost pusti za seboj in začne živeti novo življenje, ki je polno odgovornosti.
Čeprav ni več toplega zavetja staršev in postane življenje tudi polno strahu pa oba, tako kraljično kot žabjega kralja, obdajata zadovoljstvo in sreča, ker drug drugega ljubita.

## Nasilje v Žabjem kralju
Znanih je na desetine inačic, brata Grimm sta že v svoji prvi izdaji zapisala dve, nasilja (v škotski različici je morala kraljična žabcu celo odrezati glavo), potrebnega za srečen konec, je iz stoletja v stoletje vse manj, vse do danes najbolj znane inačice, v kateri kraljična žabca poljubi in ne vrže ob steno. Ker so negativna čustva obvezen del odraščanja, sta odpor kraljične v Žabjem kralju in njeno nasilno dejanje razumljiva in opravičljiva. Psihoanaliza uči, da so negativna čustva za reševanje težav bistveno bolj koristna kot odsotnost čustev.

## Primerjava z ostalimi literarnimi liki
Pravljice, v katerih se žival spremeni v človeka ali človek v žival in potem zopet hans 
Jure je bil vedno zelo žejen. Vsako žlico juhe je vedno pridno zalival z vodo. Ko je imel poln krožnik in prazen kozarec, je prosil teto Otilijo, naj mu da še malo vode. Ta ni mogla Juretu ničesar odreči, pri sebi pa je dejala: »Saj boš postal še žaba, če se boš tako nalival z vodo«. Še dobro ni to izgovorila, ko se je Jure spremenil v žabo. Skakal je po kuhinji in kvakal in regal. Otilija se je v vsej zmedenosti domislila rešitve in ponudila Juretu karkoli si je zaželel. Ta je hotel smetano z jagodami. Potem ji je naročil naj ga odnese v lužo dokler ne bo hrana pripravljena. Otilija je storila kar ji je naročil. Ko se je Jure najedel smetane z jagodami, je ponovno postal človek. 

### Jacob in Wilhelm Grimm:Ježek Janček
Živel je kmet, ki je imel vsega dovolj, ampak srečen ni bil, ker z ženo nista mogla imeti otrok. To ga je hudo razjezilo in tako je nekega dne prišel domov in zavpil: »Otroka hočem, četudi je jež!« In njegova žena je res rodila otroka, ki je bil zgoraj jež, spodaj pa fantek. Ko je bil star osem let je prosil očeta, naj podkuje njegovega petelina, da bo lahko odjezdil in ga nikoli več ne bo nazaj. Oče je to res storil in bil je vesel, ker se ga bo lahko znebil. Ježek Janček je blodil po gozdu. Nekega dne pa je srečal kralj, ki ga je vprašal, katera pot pelje v njegovo kraljestvo. Janček mu je pokazal, v zahvalo pa je hotel njegovo hčer. Kralj mu jo to sicer obljubil, vendar pa obljube ni držal in je zbral vse kraljestvo, da strelja nanj, ko pride na grad.
Janček je v gozdu srečal še enega kralja, ki je zašel. Tudi temu je pokazal pot in v zameno hotel njegovo hčer. Ta je obljubo držal in Janček se je poročil. Preden je odšel spat je zlezel iz ježeve kože in jo pustil ležati pred posteljo. Možem pa je naročil naj jo vržejo na ogenj. Janček je bil tako rešen postal je lep mlad gospod.

### Fran Milčinski:Sin jež
Živela sta cesar in cesarica, ki nista mogla imeti otrok, po katerih pa sta vse bolj hrepenela. Nekega dne je cesarica vzdihnila: »O, da bi dobila sina, ni treba, da je večji kakor jež«. Tako se je res zgodilo. Rodila je sina tolikšnega kot jež in bodečega po vsem drobnem životu. Sramovala sta se ga, zato sta ga pri štirinajstih poslala v gozd in mu rekla naj pride čez sedem let. Nekega dne se je v gozdu izgubil kralj in prosil ježa, da mu pokaže pot. Za pomoč mu je obljubil svojo hčer za ženo. Jež je res prišel na grad in zahteval od kralja hčer. Ta mu je rekel, če se hoče katera z njim poročiti ji tega ne bo branil, silil pa tudi ne bo nobene. Prvi dve hčerki sta se ob pogledu na ježa le zgražali, najmlajši pa se je zasmilil in vzela ga je roke ter ga poljubila. Pri tem jo je bodica zbodla v ustnico in pritekla je iz nje kri. Kapljica krvi je padla na ježa in ta se je spremenil v lepega mladeniča. Ko sta to videli starejši sestri sta si od žalosti, ker sta zavrnili ježa vzeli življenje.

### Lepotica in zver
Govori o princu, ki ga je čarovnica spremenila v zver. Te ukletosti bi bil rešen le, če pred enaindvajsetim letom najde nekoga, ki ga ljubi in ki mu ljubezen vrača. 
Tako se nekega dne v bližnji vasici odpravi Mavric, oče lepe Zalike, v sosednjo vas predstavit svoj izum. V gozdu se je izgubil. Prišel je do gradu, kjer je živela zver. Ta ga je ugrabila in zaprla v klet. Naslednjega dne je Zalika prišla rešit svojega očeta. Zver je spustila Mavrica, vendar je v zameno hotela Zaliko. Zalika je tako ostala na gradu in živela z zverjo. Zver je postajala ob Zaliki vse bolj človeška. Skupaj sta jedla, se pogovarjala, plesala… 
Ko je Zalikin snubec Gaston slišal za zver, jo je hotel uničiti. Prišel je na grad, kjer sta se borila. Gaston je zver hudo ranil, sam pa padel z visoke strehe v globino. Zver je ležala na tleh in Zalika jo je hotela rešiti. Ko je videla, da zver umira je zajokala, jo poljubila in rekla, da jo ljubi. V tistem trenutku so se zveri odprle oči in spremenila se je v lepega princa. Čarovni urok je izgubil svojo moč. Ves dvor je planil od sreče. Zalika pa se je srečna spogledovala s princem, ki ga je s svojo ljubeznijo rešila prekletstva.

## Izdaje
Pravljica Žabji kralj je bila izdana v več različicah. Celotni naslov se glasi Žabji kralj in železni Henrik, vendar se v večini inačic ne pojavlja. Njegova neverjetna zvestoba je opisana le na koncu zgodbe.
Brata Grimm sta pravljico Žabji kralj prvič izdala leta 1815. Pravljica je izšla samostojna v knjigi Grimm Jacob in Wilhelm: Žabji kralj in zvesti Henrik (Prešernova družba, 2004). Izšla pa je tudi skupaj z ostalimi pravljicami bratov Grimm, pod naslovom Grimmove pravljice (Mladinska knjiga, 1987, 1986), Grimmove pravljice: Druga knjiga pravljic (Mladinska knjiga, 1993), Pravljice (Mladinska knjiga, 2006)

## tole: literatura
- Bruno Bettelheim, (1999), Rabe čudežnega, Ljubljana: Studia humanitatis
- M. Kobe, (1987), Pogledi na mladinsko književnost, Ljubljana: Mladinska knjiga